# شبتوو
شبتوو (به لاتین: Šebetov) یک منطقهٔ مسکونی در جمهوری چک است که در ناحیه بلانسکو واقع شده‌است. شبتوو ۹٫۴۲ کیلومتر مربع مساحت و ۸۹۱ نفر جمعیت دارد و ۴۰۵ متر بالاتر از سطح دریا واقع شده‌است.